# 2014 en Océanie
Chronologie de l’Océanie
- 2010
- 2011
- 2012
- 2013
- 2014
- 2015
- 2016
- 2017
- 2018

Cet article concerne les événements thématiques qui se sont produits durant l'année 2014 en Océanie.

## Politique

### Élections
- 23 janvier : Élections générales aux Tokelau, territoire autonome de la Nouvelle-Zélande[1].
- 12 avril : Élections législatives à Niue. Le premier ministre Toke Talagi conserve sa majorité parlementaire, et la tête du gouvernement[2].
- 11 mai : Élections provinciales en Nouvelle-Calédonie. Les trois partis de la « droite non-indépendantiste » (dont Calédonie ensemble) conservent la majorité absolue des sièges au Congrès, devançant les indépendantistes kanaks[3].
- 9 juillet : Élections législatives aux îles Cook. Le premier ministre Henry Puna et son Parti des îles Cook conservent de peu leur majorité absolue au Parlement[4].
- 17 septembre : Élections législatives visant à rétablir la démocratie aux Fidji, après huit années de régime militaire. Le parti Fidji d'abord remporte une majorité absolue des sièges, permettant à Voreqe Bainimarama, autour du coup d'État de 2006, de conserver le pouvoir avec l'appui d'un Parlement élu[5]. Ces élections ayant été jugées crédibles et démocratiques par les observateurs internationaux, elles aboutissent à la pleine réintégration des Fidji dans le Commonwealth des nations le 26 septembre[6]. Le 24 octobre, le pays est également réintégré au Forum des Îles du Pacifique[7].
- 20 septembre : Élections législatives en Nouvelle-Zélande. Le Parti national du Premier ministre John Key conserve une majorité relative des sièges[8].
- 4 novembre :
  - Élections législatives à Guam[9]. Dans ce territoire non-incorporé des États-Unis, le gouverneur sortant, Eddie Calvo (Parti républicain), est réélu avec 64 % des voix. Au parlement, toutefois, le Parti démocrate conserve exactement sa majorité sortante : neuf sièges sur quinze, contre six pour les républicains. Et Madeleine Bordallo (Parti démocrate) conserve son siège de déléguée de Guam (sans droit de vote) à la Chambre des représentants des États-Unis[10],[11].
  - Élections législatives aux Samoa américaines[9]. Il s'agit à la fois de renouveler les membres du Fono (parlement bi-caméral) et d'élire le délégué (non-votant) de ce territoire non-incorporé à la Chambre des représentants des États-Unis. Pour le parlement, les candidats se présentent et sont élus sans étiquette. Pour la représentation à la Chambre des représentants des États-Unis, le délégué Eni Faleomavaega (Parti démocrate), élu pour la première fois en 1988, vise un quatorzième mandat de deux ans. Concurrencé par quatre candidats dissidents dans son parti, il est battu (30,8 %) par l'unique candidate du Parti républicain, Aumua Amata (42 %), qui devient la première femme à occuper cette fonction[12],[13].
- 19 novembre : Élections législatives aux Salomon[14]. Manasseh Sogavare (sans étiquette) est ensuite élu Premier ministre par les députés[15].
- 25 novembre : Élections législatives aux Tonga[9]. À la suite de ces élections, le 29 décembre, l'Assemblée législative choisit ʻAkilisi Pohiva pour le poste de premier ministre. C'est un moment historique : Pohiva est le dirigeant vétéran du mouvement pour la démocratie. Il est aussi le premier roturier à être élu premier ministre par une Assemblée majoritairement élue par le peuple[16],[17].

### Événements

#### Politique intérieure

##### Premier trimestre
- 18 janvier : Le chef de la police papou-néo-guinéenne ordonne l'arrestation du chef de l'opposition parlementaire, Belden Namah, l'accusant de l'avoir menacé[18]. Une juge suspend néanmoins cette décision[19].

- janvier : Le gouvernement nauruan du Président Baron Waqa expulse subitement et sans explication le seul magistrat présent dans le pays, Peter Law (de nationalité australienne). Lorsque le juge en chef de Nauru, Geoffrey Eames (également de nationalité australienne) ordonne que Law soit autorisé à rester dans le pays, il se voit à son tour interdit de séjour. Eames dénonce une interférence politique dans le cours de la justice, puisque Law avait été sur le point de juger des demandeurs d'asile, détenus à Nauru pour le compte de l'Australie et accusés d'émeute et de dégradation de leur centre de détention. L'opposition nauruane accuse le gouvernement Waqa de vouloir empêcher le fonctionnement de la justice après avoir muselé les médias locaux et empêché la venue de journalistes étrangers[20]. Simultanément, la compagne australienne du député d'opposition Roland Kun voit son permis de séjour subitement révoqué par les autorités[21]. Quelques jours plus tard, la majorité parlementaire introduit une législation rétroactive permettant au gouvernement de déporter immédiatement et sans appel tout étranger présent dans le pays ; cette loi est alors appliquée à l'Australien Rod Henshaw, conseiller du gouvernement précédent, accusé lui aussi d'être trop proche de l'opposition. Le gouvernement a dès lors « le pouvoir absolu de déporter n'importe qui sans indiquer de raison et sans recours aux tribunaux »[22],[23].

- 27 janvier : Le premier ministre de Papouasie-Nouvelle-Guinée, Peter O'Neill, rencontre le président de la province autonome de Bougainville, John Momis, à Buka, capitale par intérim de la province. Il s'agit de la première visite d'un chef de gouvernement papou-néo-guinéen à Bougainville depuis la guerre civile achevée en 2000. Cette visite participe au processus de réconciliation et de consolidation du processus de paix[24]. Visitant la mine de Panguna, site d'origine du conflit, O'Neill présente les excuses du gouvernement à la population de Bougainville pour leur souffrance durant la guerre[25].

- 16 et 17 février : Edouard Fritch, président de l’Assemblée de la Polynésie française, et Gaston Flosse, président de la Polynésie française, sont mis en examen pour détournement de fonds publics[26].

- 24 février : Pour la première fois de son histoire, la Papouasie-Nouvelle-Guinée compte deux femmes au gouvernement. Delilah Gore, nouvellement nommée ministre de l'Enseignement supérieur par le premier ministre Peter O'Neill, rejoint Loujaya Kouza, ministre du Développement communautaire, de la Religion et de la Jeunesse[27].

- 25 février : Lancement d'une politique de gratuité des soins médicaux de base (désormais financés par l'État) en Papouasie-Nouvelle-Guinée[28].

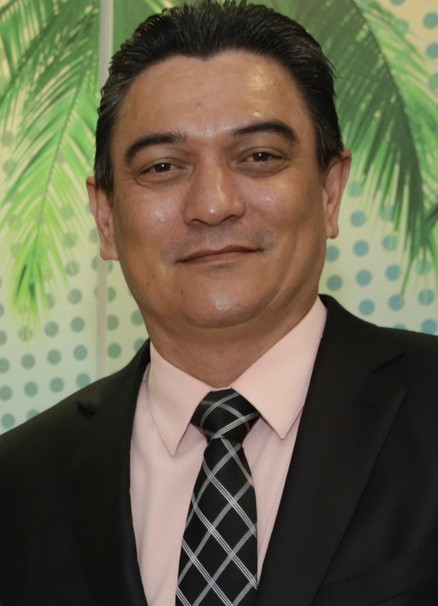
Moana Carcasses Kalosil, premier ministre du Vanuatu, perd le pouvoir au mois de mai.

- 5 mars : En accord avec la nouvelle Constitution qu'il a faite proclamer, le premier ministre fidjien Voreqe Bainimarama démissionne de ses fonctions de commandant des forces armées, restant à la tête du gouvernement en tant que simple civil afin de pouvoir participer aux élections législatives en septembre. Le général de brigade Mosese Tikoitoga lui succède[29].

- 12 mars : Le juge en chef de Nauru, Geoffrey Eames, démissionne, accusant le gouvernement du président Baron Waqa d'avoir violé la séparation des pouvoirs et l'indépendance de la justice[30].

##### Deuxième trimestre
- avril : Le prince William, duc de Cambridge, deuxième dans l'ordre de succession aux trônes australien et néo-zélandais, effectue une visite officielle de vingt jours dans ces deux pays avec son épouse Kate et leur jeune fils George[31].

- 16 avril : Accusé d'abus de pouvoir, le ministre samoan des Finances, Faumuina Tiatia Liuga, démissionne après quinze ans au gouvernement (à divers postes)[32].

- 6 mai : Le Parlement national des Îles Salomon réélit Sir Frank Kabui au poste de Gouverneur général[33].

- 13 mai : Sur proposition du ministre de la Justice David Adeang, le Parlement de Nauru vote la suspension de trois députés d'opposition (Kieren Keke, Roland Kun et Mathew Batsiua), au motif qu'ils ont critiqué le gouvernement auprès des médias étrangers, et auraient ainsi nui à la réputation internationale du pays. Kieren Keke répond en accusant la majorité parlementaire de vouloir faire taire toute critique, et de dérive vers une dictature[34]. Début juin, deux autres députés d'opposition (Squire Jeremiah et Sprent Dabwido) sont exclus à leur tour pour la même raison. Fin juin, alors que ces cinq députés restent suspendus, le président du Parlement, Ludwig Scotty, affirme que leurs critiques contre le gouvernement s'apparentent à de la « haute trahison ». Le président de la Cour suprême ayant été expulsé du pays par le gouvernement, ces députés n'ont pas de recours pour contester leur exclusion[35].

- 15 mai : Le Parlement du Vanuatu crée la surprise en contraignant le premier ministre Moana Carcasses Kalosil (Confédération verte) à démissionner. La motion de censure à son encontre est adoptée par trente-cinq voix contre onze, alors qu'il semblait disposer toujours d'une majorité. Plusieurs partis de sa coalition (dont le Vanua'aku Pati et le Parti Terre et Justice) rejoignent l'opposition au moment du vote. À la suite de la démission de Carcasses, le Parlement élit Joe Natuman (du Vanua'aku Pati) au poste de premier ministre, avec quarante voix[36].

##### Troisième trimestre
- 23 juillet : Gaston Flosse, Président de la Polynésie française, est définitivement condamné par la Cour de cassation à quatre ans d'emprisonnement avec sursis, 125 000 € d'amende et trois ans d'inéligibilité politique pour prise illégale d'intérêts et détournement de fonds publics[37]. Le 5 septembre, il perd ainsi la présidence du pays[38]. Le 12 septembre, l'Assemblée de la Polynésie française élit Édouard Fritch (du parti gaulliste Tahoeraa huiraatira de Gaston Flosse) pour lui succéder[39].

- 2 août : Ayant expulsé les seuls juges du pays en janvier, le gouvernement nauruan nomme trois juges pour les remplacer : deux Fidjiens et un Australien. Parmi eux, Joni Madraiwiwi, ancien vice-président de la république des Fidji, est nommé président de la Cour suprême de Nauru[40].

- 2 septembre : Kapeliele Faupala, lavelua (roi) de Wallis, est destitué « par les autorités traditionnelles » après des désaccords avec son gouvernement[41],[42].

- 26 septembre : Aux îles Cook, la justice invalide l'élection du député Tokorua Pareina lors des législatives de juillet, privant ainsi le Parti des îles Cook de sa majorité absolue au Parlement[43].

##### Quatrième trimestre
- 3 décembre : Don Polye, ancien ministre des Finances limogé en mars, remplace Belden Namah comme chef de l'opposition officielle en Papouasie-Nouvelle-Guinée[44].

#### Diplomatie et relations internationales
- 10 janvier : Peter Thomson, ambassadeur des Fidji auprès des Nations unies, est élu directeur exécutif du Programme des Nations unies pour le développement pour l'année 2014, ainsi que du Fonds des Nations unies pour la population et du Bureau des Nations unies pour les services d'appui aux projets[45].

- 18 février : Émeutes dans un camp de détention de demandeurs d'asile, détenus en Papouasie-Nouvelle-Guinée pour le compte de l'Australie ; un détenu décède, et soixante dix-sept personnes sont blessées, dont treize grièvement[46].

- 18 mars : Le Président des îles Marshall, Christopher Loeak, transfère son ministre des Affaires étrangères Phillip Muller au poste de ministre de la Santé, et le remplace par Tony deBrum. Il agit ainsi sous pression du Parlement, Muller ayant nommé Jamil Sayyed (ancien chef des services de renseignement libanais, et soupçonné d'implication dans l'assassinat de Rafiq Hariri en 2005) au poste de représentant des îles Marshall à l'UNESCO. Muller invalide cette nomination avant de quitter ses fonctions aux Affaires étrangères[47].

- 21 mai : Treize détenus dans le camp pour demandeurs d'asile à Nauru (neuf Iraniens et quatre Pakistanais), transférés là après avoir tenté de rejoindre l'Australie, sont reconnus par les autorités nauruanes comme étant des réfugiés, et libérés du camp. Ils disposent d'un visa de cinq ans pour rester à Nauru, et de diverses aides pour faciliter leur intégration dans la société nauruane, mais ne sont pas autorisés à visiter l'Australie. Sept autres détenus voient leur demande d'asile refusée, et restent en détention[48].

- 28 août : Quarante-cinq soldats fidjiens des forces de maintien de paix de l'ONU (FNUOD) sont capturés par des rebelles islamistes du Front al-Nosra sur le plateau du Golan, dans le contexte de la Guerre civile syrienne[49],[50]. Ils sont relâchés le 11 septembre[51].

- 14 septembre : À la requête des États-Unis, Tony Abbott annonce l'envoi de 600 soldats australiens et de huit avions de combat Super Hornet aux Émirats arabes unis, prêts à être déployés contre l'État islamique en Irak[52]. Le 3 octobre, l'Australie annonce sa participation aux frappes aériennes de la coalition internationale contre l'État islamique, « à la demande du gouvernement irakien »[53].

- 16 octobre : La Nouvelle-Zélande est élue membre non-permanent du Conseil de sécurité des Nations unies[54].

### Gouvernements
- Australie
  - reine : Élisabeth II d'Australie
  - gouverneur-général : Quentin Bryce (jusqu'au 28 mars, puis) Peter Cosgrove
  - premier ministre : Tony Abbott
- Îles Cook
  - reine : Élisabeth II de Nouvelle-Zélande
  - représentant de la reine : Tom Marsters
  - premier ministre : Henry Puna
- Fidji
  - président : Epeli Nailatikau
  - premier ministre : Frank Bainimarama
- Kiribati
  - président : Anote Tong
- Îles Marshall
  - président : Christopher Loeak
- États fédérés de Micronésie
  - président : Manny Mori
- Nauru
  - président : Baron Waqa
- Niue
  - reine : Élisabeth II de Nouvelle-Zélande
  - premier ministre : Toke Talagi
- Nouvelle-Zélande
  - reine : Élisabeth II de Nouvelle-Zélande
  - gouverneur général : Jerry Mateparae
  - premier ministre : John Key
- Palaos
  - président : Tommy Remengesau

- Papouasie-Nouvelle-Guinée

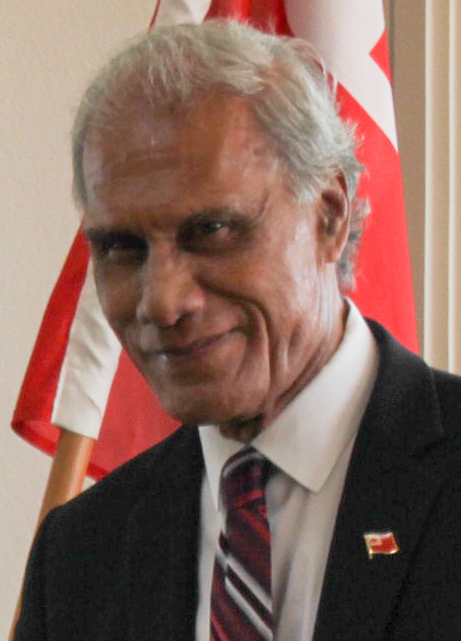
L'élection d'ʻAkilisi Pohiva au poste de premier ministre le 29 décembre marque une étape importante dans le développement de la démocratie aux Tonga.

  - reine : Élisabeth II de Papouasie-Nouvelle-Guinée
  - gouverneur général : Michael Ogio
  - premier ministre : Peter O'Neill
- Îles Salomon
  - reine : Élisabeth II des Îles Salomon
  - gouverneur général : Frank Kabui
  - premier ministre : Gordon Darcy Lilo (jusqu'au 9 décembre, puis) Manasseh Sogavare
- Samoa
  - O le Ao O le Malo : Tupua Tamasese Tupuola Tufuga Efi
  - premier ministre : Tuilaepa Sailele Malielegaoi
- Tonga
  - roi : Tupou VI
  - premier ministre : Lord Tu‘ivakano (jusqu'au 29 décembre, puis) ʻAkilisi Pohiva
- Tuvalu
  - reine : Élisabeth II des Tuvalu
  - gouverneur général : Iakoba Italeli
  - premier ministre : Enele Sopoaga
- Vanuatu
  - président : Iolu Abil (jusqu'au 2 septembre, puis) Philip Boedoro (intérim jusqu'au 22 septembre, puis) Baldwin Lonsdale
  - premier ministre : Moana Carcasses Kalosil (jusqu'au 15 mai, puis) Joe Natuman

## Environnement
- 11 janvier : le cyclone Ian frappe le nord des îles Haʻapai aux Tonga, provoquant la mort d'une personne et d'importants dégâts matériels. La Croix rouge tongienne indique qu'environ 80 % des bâtiments ont été rasés dans les îles affectées[55].
- janvier : l'Australie connaît une vague de chaleur exceptionnelle avec des pointes à 45 °C par endroits[56].
- février : « De fortes pluies générées par des dépressions tropicales » frappent la Nouvelle-Calédonie, provoquant la mort d'au moins deux personnes[57].
- 5 mars : l'état d'urgence est décrété aux îles Marshall à la suite d'importantes inondations, qui contraignent un millier de personnes à quitter leur foyer[58].
- mars : Le cyclone Lusi frappe le Vanuatu, faisant 3 morts, endommageant sévèrement les foyers de 40 000 personnes, endommageant les cultures vivrières sur certaines îles et provoquant la contamination de puits d'eau douce avec de l'eau de mer[59].
- 3 avril : à la suite de fortes pluies, des inondations à Honiara, la capitale des Salomon, provoquent au moins trois décès et contraignent une dizaine de milliers de personnes à quitter leur foyer[60].
- 17 juillet : Après tout juste deux ans d'application, la taxe carbone en Australie est abrogée par le Parlement, à l'initiative du premier ministre conservateur Tony Abbott, « faisant de l'Australie le premier pays à revenir sur une telle mesure environnementale ». L'opposition travailliste dénonce ce recul[61],[62].
- 29 août : Éruption du mont Tavurvur en Papouasie-Nouvelle-Guinée[63].
- 3 septembre : Annonce de la découverte, au large des côtes australiennes, de deux espèces d'animaux marins apparentées, mais qui « n'entrent dans aucune des familles de la classification des êtres vivants ». Elles sont donc classées dans une nouvelle famille : Dendrogramma[64].
- 25 septembre : Les États-Unis créent, autour de leurs territoires océaniens, « la plus grande réserve marine au monde, qui s'étend sur près de 1,3 million de kilomètres carrés », en agrandissant le Monument national marin des îles éparses du Pacifique[65].

## Économie
- 24 janvier : entrée en circulation des nouveaux billets du franc Pacifique (ou « franc CFP »), plus sécurisés, en Nouvelle-Calédonie, en Polynésie française et à Wallis-et-Futuna. Les anciens billets demeurent en circulation en parallèle jusqu'au 30 septembre[66].

## Sport

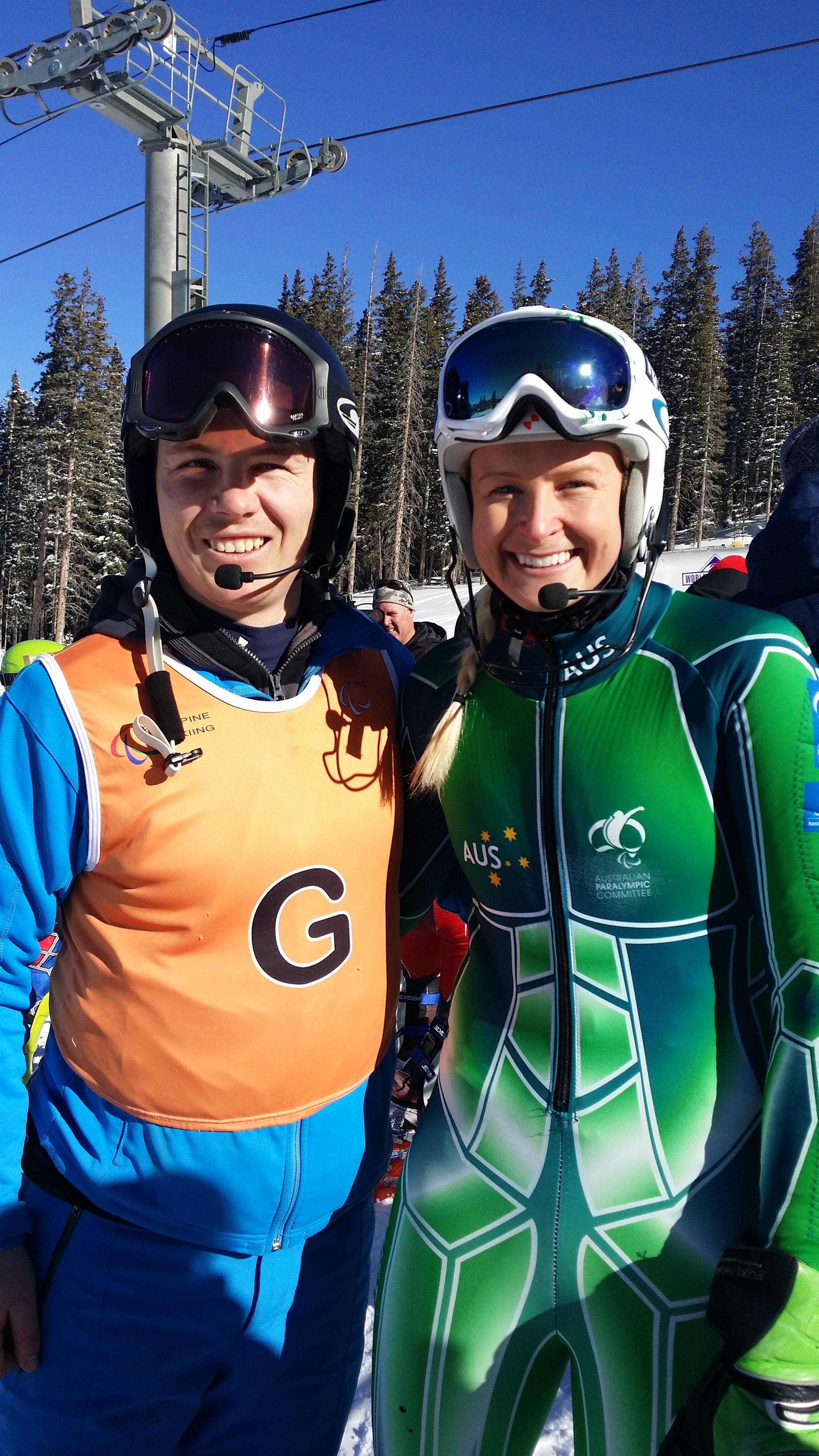
La skieuse australienne Jessica Gallagher (à droite) et son guide Christian Geiger aux Jeux paralympiques de Sotchi.

- 7 au 23 février : participation de nations océaniennes aux Jeux olympiques d'hiver de 2014 à Sotchi.

Articles détaillés : Australie ; Nouvelle-Zélande ; Tonga.
Les athlètes océaniens ont remporté trois médailles aux Jeux, toutes obtenues par des Australiens :
| Pays      | Athlète(s)    | Médaille | Sport           | Discipline       | Remarques |
| Australie | Torah Bright  | argent   | Snowboard       | Half-pipe femmes |           |
| Australie | David Morris  | argent   | Ski acrobatique | Sauts hommes     |           |
| Australie | Lydia Lassila | bronze   | Ski acrobatique | Sauts femmes     |           |

- 7 au 16 mars : participation de nations océaniennes aux Jeux paralympiques d'hiver de 2014 à Sotchi.

Articles détaillés : Australie ; Nouvelle-Zélande.
Les athlètes océaniens ont remporté trois médailles aux Jeux :
| Pays             | Athlète(s)        | Médaille | Sport     | Discipline                      | Remarques |
| Nouvelle-Zélande | Corey Peters      | argent   | Ski alpin | Slalom géant hommes assis       |           |
| Australie        | Toby Kane         | bronze   | Ski alpin | Super combiné hommes debout     |           |
| Australie        | Jessica Gallagher | bronze   | Ski alpin | Slalom géant femmes malvoyantes |           |

- 12 juin au 13 juillet : participation de l'équipe d'Australie (les Socceroos) à la Coupe du monde de football de 2014 au Brésil. Aucune équipe de la Confédération du football d'Océanie n'est qualifiée, la Nouvelle-Zélande ayant été battue en barrage intercontinental par le Mexique, mais l'Australie, membre de la Confédération asiatique de football, s'est qualifiée.

Les Socceroos perdent leurs trois matchs de poule (dans le groupe B), mais sont éliminés la tête haute, après de belles performances, notamment contre les Pays-Bas.
|   | Équipe    | Pts | J | G | N | P | BP | BC | Diff |
| 1 | Pays-Bas  | 9   | 3 | 3 | 0 | 0 | 10 | 3  | 7    |
| 2 | Chili     | 6   | 3 | 2 | 0 | 1 | 5  | 3  | 2    |
| 3 | Espagne   | 3   | 3 | 1 | 0 | 2 | 4  | 7  | -3   |
| 4 | Australie | 0   | 3 | 0 | 0 | 3 | 3  | 9  | -6   |

| Match 4                         | Chili | 3 - 1 | Australie | Arena Pantanal, Cuiabá      |                             |
| 13 juin 2014 18:00 heure locale |       |       |           | Arbitrage : Noumandiez Doué | Arbitrage : Noumandiez Doué |

| Match 20                        | Australie | 2 - 3 | Pays-Bas | Estádio Beira-Rio, Porto Alegre |                             |
| 18 juin 2014 13:00 heure locale |           |       |          | Arbitrage : Djamel Haimoudi     | Arbitrage : Djamel Haimoudi |

| Match 35                        | Australie | 0 - 3 | Espagne | Arena da Baixada, Curitiba  |                             |
| 23 juin 2014 13:00 heure locale |           |       |         | Arbitrage : Nawaf Shukralla | Arbitrage : Nawaf Shukralla |

- 20 au 30 juillet : Jeux de la Micronésie de 2014 à Pohnpei, aux États fédérés de Micronésie. Comme toujours, chacun des quatre États fédérés de Micronésie (Pohnpei, Chuuk, Kosrae et Yap) est représenté par sa propre équipe. Les autres nations participantes sont Guam, les îles Mariannes du Nord, les îles Marshall, Nauru, et les Palaos[70],[71]. Les Kiribati un temps donné comme participantes n'ont finalement pas inscrit d'athlètes[72].

- 23 juillet au 3 août : Participation des nations et territoires océaniens suivants aux Jeux du Commonwealth de 2014 à Glasgow, en Écosse[73] :

Australie

îles Cook

Fidji

Kiribati

Nauru

Niue

Nouvelle-Zélande

île Norfolk

Papouasie-Nouvelle-Guinée

îles Salomon

Samoa

Tonga

Tuvalu

Vanuatu

Médailles océaniennes :
| Rang  | Nation                    | Or | Argent | Bronze | Total |
| ----- | ------------------------- | -- | ------ | ------ | ----- |
| 2     | Australie                 | 49 | 42     | 46     | 137   |
| 6     | Nouvelle-Zélande          | 14 | 14     | 17     | 45    |
| 16    | Papouasie-Nouvelle-Guinée | 2  | 0      | 0      | 2     |
| 20    | Kiribati                  | 1  | 0      | 0      | 1     |
| 24    | Samoa                     | 0  | 2      | 1      | 3     |
| 29    | Nauru                     | 0  | 1      | 0      | 1     |
| 35    | Fidji                     | 0  | 0      | 1      | 1     |
| Total | Total                     | 66 | 59     | 65     | 190   |

 Médaillés d'or océaniens :
| Pays                      | Athlète(s) | Sport            | Discipline                                      | Remarques                                            |
| Australie                 | Emma McKeon | Natation         | 200m nage libre femmes                          |                                                      |
| Australie                 | Cate Campbell                                                                                                  | Natation         | 100m nage libre femmes                          |                                                      |
| Australie                 | James Magnussen                                                                                                | Natation         | 100m nage libre hommes                          |                                                      |
| Australie                 | Emily Seebohm                                                                                                  | Natation         | 100m dos femmes                                 |                                                      |
| Australie                 | Thomas Fraser-Holmes                                                                                           | Natation         | 200m nage libre hommes                          |                                                      |
| Australie                 | Belinda Hocking                                                                                                | Natation         | 200m dos femmes                                 |                                                      |
| Australie                 | Mitch Larkin                                                                                                   | Natation         | 200m dos hommes                                 |                                                      |
| Australie                 | Ben Treffers                                                                                                   | Natation         | 50m dos hommes                                  |                                                      |
| Australie                 | Daniel Fox | Natation         | 200m nage libre S14 hommes (handisport)         |                                                      |
| Australie                 | Daniel Tranter                                                                                                 | Natation         | 200m medley individuel hommes                   |                                                      |
| Australie                 | Leiston Pickett                                                                                                | Natation         | 50m brasse femmes                               |                                                      |
| Australie                 | Rowan Crothers                                                                                                 | Natation         | 100m nage libre S9 hommes (handisport)          | record du monde : 54.88                              |
| Australie                 | Maddison Elliott                                                                                               | Natation         | 100m nage libre S8 femmes (handisport)          | record du monde : 1:05.32                            |
| Australie                 | Taylor McKeown                                                                                                 | Natation         | 200m brasse femmes                              |                                                      |
| Australie                 | Emma McKeon Alicia Coutts Cate Campbell Bronte Campbell Brittany Elmslie Maddie Groves Melanie Schlanger       | Natation         | 4x100m relai nage libre femmes                  | record du monde : 3:30.98                            |
| Australie                 | Emma McKeon Alicia Coutts Brittany Elmslie Maddie Groves Bronte Barratt Remy Fairweather                       | Natation         | 4x200m relai nage libre femmes                  |                                                      |
| Australie                 | Emma McKeon Alicia Coutts Cate Campbell Bronte Campbell Emily Seebohm Belinda Hocking Lorna Tonks Sally Hunter | Natation         | 4x100m relai medley femmes                      |                                                      |
| Australie                 | Cameron McEvoy James Magnussen Ned McKendry Tommaso D'Orsogna Jayden Hadler Kenneth To Matt Abood              | Natation         | 4x100m relai nage libre hommes                  |                                                      |
| Australie                 | Cameron McEvoy Thomas Fraser-Holmes Ned McKendry David McKeon Mack Horton                                      | Natation         | 4x200m relai nage libre hommes                  |                                                      |
| Australie                 | Jack Bobridge                                                                                                  | Cyclisme (piste) | Poursuite individuelle 4 000m hommes            |                                                      |
| Australie                 | Jack Bobridge Glenn O'Shea Luke Davison                                                                        | Cyclisme (piste) | Poursuite équipe 4 000m hommes                  |                                                      |
| Australie                 | Annette Edmondson                                                                                              | Cyclisme (piste) | 10km scratch femmes                             |                                                      |
| Australie                 | Anna Meares | Cyclisme (piste) | 500m contre la montre femmes                    |                                                      |
| Australie                 | Stephanie Morton                                                                                               | Cyclisme (piste) | Sprint femmes                                   |                                                      |
| Australie                 | Matthew Glaetzer                                                                                               | Cyclisme (piste) | Keirin hommes                                   |                                                      |
| Australie                 | Scott Sunderland                                                                                               | Cyclisme (piste) | 1 000m contre la montre hommes                  |                                                      |
| Australie                 | Matthew Mitcham Domonic Bedggood                                                                               | Plongeon         | 10m synchronisé hommes                          |                                                      |
| Australie                 | Esther Qin | Plongeon         | 3m femmes                                       |                                                      |
| Australie                 | Daniel Repacholi                                                                                               | Tir              | Pistolet à air 10 m hommes                      |                                                      |
| Australie                 | Adam Vella | Tir              | Trap hommes                                     |                                                      |
| Australie                 | David Chapman                                                                                                  | Tir              | Pistolet tir rapide 25 m hommes                 |                                                      |
| Australie                 | Laura Coles | Tir              | Skeet femmes                                    |                                                      |
| Australie                 | Laetitia Scanlan                                                                                               | Tir              | Trap femmes                                     |                                                      |
| Australie                 | Warren Potent                                                                                                  | Tir              | Carabine allongé 50 m hommes                    |                                                      |
| Australie                 | Angela Ballard                                                                                                 | Athlétisme       | 1 500m T54 femmes (handisport)                  |                                                      |
| Australie                 | Dani Samuels                                                                                                   | Athlétisme       | Lancer de disque femmes                         |                                                      |
| Australie                 | Eleanor Patterson                                                                                              | Athlétisme       | Saut en hauteur femmes                          |                                                      |
| Australie                 | Jodi Elkington                                                                                                 | Athlétisme       | Saut en longueur T37/38 femmes (handisport)     |                                                      |
| Australie                 | Kim Mickle | Athlétisme       | Lancer de javelot femmes                        |                                                      |
| Australie                 | Michael Shelley                                                                                                | Athlétisme       | Marathon hommes                                 |                                                      |
| Australie                 | Sally Pearson                                                                                                  | Athlétisme       | 100m haies hommes                               |                                                      |
| Australie                 | Alana Boyd | Athlétisme       | Saut à la perche femmes                         |                                                      |
| Australie                 | Andrew Moloney                                                                                                 | Boxe             | 52 kg hommes                                    |                                                      |
| Australie                 | Shelley Watts                                                                                                  | Boxe             | 60 kg femmes                                    |                                                      |
| Australie                 | Équipe de hockey sur gazon féminin                                                                             | Hockey           | Femmes                                          |                                                      |
| Australie                 | Équipe de hockey sur gazon masculin                                                                            | Hockey           | Hommes                                          |                                                      |
| Australie                 | Équipe de netball                                                                                              | Netball          | Femmes                                          |                                                      |
| Australie                 | David Palmer & Cameron Pilley                                                                                  | Squash           | Doubles hommes                                  |                                                      |
| Australie                 | David Palmer & Rachael Grinham                                                                                 | Squash           | Doubles mixtes                                  |                                                      |
| Kiribati                  | David Katoatau                                                                                                 | Haltérophilie    | 105 kg hommes                                   | Première médaille gilbertine de l'histoire des Jeux. |
| Nouvelle-Zélande          | Sophie Pascoe                                                                                                  | Natation         | 100m brasse SB9 femmes (handisport)             |                                                      |
| Nouvelle-Zélande          | Sophie Pascoe                                                                                                  | Natation         | 200m medley individuel SM10 femmes (handisport) |                                                      |
| Nouvelle-Zélande          | Lauren Boyle                                                                                                   | Natation         | 400m nage libre femmes                          |                                                      |
| Nouvelle-Zélande          | Sam Webster | Cyclisme (piste) | Sprint hommes                                   |                                                      |
| Nouvelle-Zélande          | Sam Webster Edward Dawkins Ethan Mitchell                                                                      | Cyclisme (piste) | Sprint équipe hommes                            |                                                      |
| Nouvelle-Zélande          | Shane Archbold                                                                                                 | Cyclisme (piste) | 20 km scratch hommes                            |                                                      |
| Nouvelle-Zélande          | Thomas Scully                                                                                                  | Cyclisme (piste) | Course à points 40 km hommes                    |                                                      |
| Nouvelle-Zélande          | Anton Cooper                                                                                                   | Cyclisme (VTT)   | VTT hommes                                      |                                                      |
| Nouvelle-Zélande          | Linda Villumsen                                                                                                | Cyclisme (route) | Contre la montre individuel femmes              |                                                      |
| Nouvelle-Zélande          | Jo Edwards | Boulingrin       | Individuel femmes                               |                                                      |
| Nouvelle-Zélande          | Richard Patterson                                                                                              | Haltérophilie    | 85 kg hommes                                    |                                                      |
| Nouvelle-Zélande          | Sally Johnston                                                                                                 | Tir              | Carabine allongé 50m femmes                     |                                                      |
| Nouvelle-Zélande          | Valerie Adams                                                                                                  | Athlétisme       | Lancer de poids femmes                          |                                                      |
| Nouvelle-Zélande          | David Nyika | Boxe             | 81 kg hommes                                    |                                                      |
| Papouasie-Nouvelle-Guinée | Dika Toua | Haltérophilie    | 53 kg femmes                                    |                                                      |
| Papouasie-Nouvelle-Guinée | Steven Kari | Haltérophilie    | 94 kg hommes                                    |                                                      |

- 25 au 29 octobre : Coupe d'Océanie de football féminin 2014 en Papouasie-Nouvelle-Guinée. Cette Coupe sert également de qualifications pour la Coupe du monde de football féminin 2015[76]. Seules quatre nations participent. La Nouvelle-Zélande remporte la Coupe d'Océanie pour la troisième fois consécutive, sans concéder de but[77].

| Rang | Équipe                    | Pts | J | G | N | P | Bp | Bc | Diff |
| ---- | ------------------------- | --- | - | - | - | - | -- | -- | ---- |
| 1    | Nouvelle-Zélande          | 9   | 3 | 3 | 0 | 0 | 30 | 0  | +30  |
| 2    | Papouasie-Nouvelle-Guinée | 6   | 3 | 2 | 0 | 1 | 7  | 4  | +3   |
| 3    | Tonga                     | 1   | 3 | 0 | 1 | 2 | 2  | 16 | -14  |
| 4    | Îles Cook                 | 1   | 3 | 0 | 1 | 2 | 1  | 20 | -19  |

     Équipe qualifiée ou victorieuse; Pts = points; J = joués; G = gagnés; N = nuls; P = perdus;

Bp = buts pour; Bc = buts contre; Diff = différence de buts
- 25 octobre au 15 novembre : Tournoi des Quatre Nations. Les Samoa se joignent pour la première fois aux équipes d'Australie, de Nouvelle-Zélande et d'Angleterre. La Nouvelle-Zélande bat l'Australie 22-18 en finale[78].

## Autres événements marquants
- 15 octobre : Le romancier australien Richard Flanagan remporte le Prix Booker[79].
- 15 décembre : Prise d'otages à Sydney. Un homme prend en otage dix-sept personnes dans un café. Deux des otages, ainsi que le preneur d'otage, sont tués lors d'un assaut par la police[80].
- 28 décembre : La province autonome de Bougainville en Papouasie-Nouvelle-Guinée change de fuseau horaire, rejoignant le fuseau UTC+11:00. Le reste du pays reste sur le fuseau UTC+10:00[81].

## Naissances
- 12 juillet : la princesse Halaevalu Mataʻaho, deuxième enfant du prince héritier tongien Siaosi Manumataongo Tukuʻaho et de son épouse la princesse Sinaitakala Fakafanua ; née à l'hôpital d'Auckland[82].

## Décès
- 22 mars : Qoriniasi Bale (en), homme politique fidjien (SDL), ministre de la Justice de 2001 à 2006[83].
- 18 avril : Johnley Hatimoana (en) (né le 13 novembre 1956), homme politique et dirigeant syndical salomonais[84].
- 20 avril : Neville Wran (né le 11 octobre 1926), homme politique australien, président du parti travailliste australien de 1980 à 1986 et Premier ministre de Nouvelle-Galles du Sud de 1976 à 1986[85].
- 24 avril : Lord Fusituʻa (à l'âge de 87 ans), représentant de la noblesse au Parlement tongien, ancien président du Parlement (de 1990 à 1998), et doyen des nobles du royaume[86].
- 14 juin : le prince Mailefihi Tukuʻaho (né en 1957), membre de la famille royale tongienne, ministre de l'Agriculture des Tonga de 2009 à 2011, capitaine de l'équipe nationale de rugby à sept dans les années 1970[87].
- 2 août : Eroni Kumana (en) (à l'âge de 93 ans), Salomonais qui avait risqué sa vie pour sauver celle du lieutenant John F. Kennedy durant la Seconde Guerre mondiale[88].
- 29 août : Bill Kerr (né le 10 juin 1922), acteur australien[89].
- 21 octobre : Gough Whitlam (né le 11 juillet 1916), premier ministre d'Australie de 1972 à 1976 et initiateur d'importantes réformes sociétales[90].
- 9 décembre : Jean-Marie Léyé, président de la république de Vanuatu de 1994 à 1999[91].

## Annexe